# Бад-Зеккінген
Бад-Зеккінген (нім. Bad Säckingen) — місто в Німеччині, знаходиться в землі Баден-Вюртемберг. Підпорядковується адміністративному округу Фрайбург. Входить до складу району Вальдсгут.
Площа — 25,34 км2. Населення становить 17 510 осіб. (станом на 31 грудня 2020).